# National Law Journal
The National Law Journal ist eine bundesweit in den Vereinigten Staaten erscheinende juristische Wochenzeitung, die von Jerry Finkelstein als eine „Schwesternzeitschrift“ des bereits seit 1888 herausgegebenen New York Law Journal in Washington, D.C. im Jahr 1978 gegründet wurde.

## Inhalte
Das National Law Journal gilt als wichtige Zeitschrift für juristische Theorie und Praxis in den USA und berichtet zu rechtlichen Themen von nationaler Bedeutung vor allem für Rechtsanwälte, Notare, Richter, Rechtspfleger, Rechtsreferendare und Studenten der Rechtswissenschaft.
Das National Law Journal informiert über Entscheidungen, Urteile, legislative Fragen und rechtliche Nachrichten für Unternehmen und den privaten Sektor, einschließlich zu Fragen der Bundesberufungsgerichte.

## Unternehmen
Das Journal im Tabloid-Format gehört zu ALM (vormals: American-Lawyer-Media-Gruppe).